# Monika Lewczuk
Monika Lewczuk (Łomża, 10 giugno 1988) è una cantante polacca.

## Biografia
Cresciuta a Płock, dopo il diploma di scuola superiore Monika Lewczuk si è trasferita a Varsavia per studiare Ingegneria gestionale al Politecnico. Si è inoltre diplomata in pianoforte ad una scuola musicale.
Monika Lewczuk è salita alla ribalta come modella: nel 2009 ha vinto il concorso regionale Miss Masovia, che le ha permesso di partecipare alla successiva edizione di Miss Polonia, dove si è classificata seconda. Nello stesso anno è inoltre arrivata seconda al concorso Miss Globe International in Albania, mentre nel 2011 ha vinto Miss Supranational. Si è quindi trasferita a Milano, dove ha registrato e diffuso su internet le sue prime canzoni sotto lo pseudonimo di Monikah.
Nel 2014 ha preso parte alla quinta edizione di The Voice of Poland. Superate le audizioni, è entrata a far parte del team di Marek Piekarczyk, ed è stata eliminata nella fase dei duelli. Dopo il talent show ha firmato un contratto discografico con la Universal Music Polska, su cui nel 2015 ha pubblicato il suo singolo di debutto Tam tam, che è stato certificato disco d'oro dalla Związek Producentów Audio-Video con oltre 10 000 copie vendute a livello nazionale.
Il 17 giugno 2016 è uscito l'album di debutto della cantante, #1, che ha venduto più di 15 000 copie in Polonia, sufficienti a regalarle un altro disco d'oro. Una delle tracce dell'album, Ty i Ja, si è rivelata la più fortunata della sua carriera: ha raggiunto la 3ª posizione della classifica polacca ed è stata certificata triplo disco di platino con oltre 60 000 unità di vendita totalizzate. Il successo del disco ha fruttato a Monika Lewczuk una candidatura agli Eska Music Awards del 2016 per il miglior debutto radiofonico, e altre due all'edizione del 2017 per la migliore artista femminile e per la hit dell'anno, più una nomination per il miglior artista polacco agli MTV Europe Music Awards 2017.

## Discografia

### Album in studio
- 2016 – #1

### EP
- 2015 – Być tam

### Singoli
- 2015 – Tam tam
- 2015 – Zabiorę cię stąd
- 2016 – Ty i Ja
- 2017 – Biegnę (feat. Antek Smykiewicz)
- 2017 – Namieszałeś
- 2018 – Brak tchu
- 2019 – Z tobą lub bez ciebie
- 2020 – Na pół
- 2020 – Loving on Your Brain
- 2021 – Pierwszy raz

#### Come featuring
- 2014 – Spokój (2sty feat. Monika Lewczuk)
- 2015 – Wild (Fiver feat. Monika Lewczuk)
- 2016 – Libre (Álvaro Soler feat. Monika Lewczuk)